# Lacertaspis chriswildi
Lacertaspis chriswildi là một loài thằn lằn trong họ Scincidae. Loài này được Böhme & Schmitz miêu tả khoa học đầu tiên năm 1996.